# Bleach Filmul: Memorii ale Nimănui
Bleach: Memories of Nobody este primul film din seria Bleach. Filmul este regizat de Noriyuki Abe după un scenariu de Masashi Sogo, având premiera în Japonia la 16 decembrie 2006. Filmul a rulat în SUA doar la 11 și 12 iunie 2008 și în Canada la 20 octombrie 2008 și a fost lansat pe DVD la 14 octombrie 2008.

## Prezentare
Filmul începe prin a arăta că Kurosaki Ichigo împreună cu Kuchiki Rukia se ocupau de niște hollow în timp ce au văzut niște spirite deghizate ciudat. Ei, de asemenea, au văzut o fată cu puterea unui shinigami; între timp Kurosaki Ichigo se împrietenește cu această fată.
Soul Society, în urma unei investigații, trebuie să o aresteze pe această fată numită Senna, dar aceasta este răpită de un grup de oameni care îi vrea puterile. Atunci, Ichigo și Soul Society se aliază pentru a o salva și pentru a-i afla secretul.
Secretul fetei este că, de fapt, ea este moartă și de aceea nu putea să înțeleagă dispariția părinților ei; aceasta la final își ia un călduros "see you soon" de la Kurosaki Ichigo.